# Альтенштайг
Альтенштайг (нем. Altensteig) — город в Германии, в земле Баден-Вюртемберг.
Подчинён административному округу Карлсруэ. Входит в состав района Кальв.  Население составляет 10 846 человек (на 31 декабря 2010 года). Занимает площадь 53,21 км². Официальный код  —  08 2 35 006.
Город подразделяется на 10 городских районов.